# Jacques-Bénigne Winslow
Pour les articles homonymes, voir Winslow.

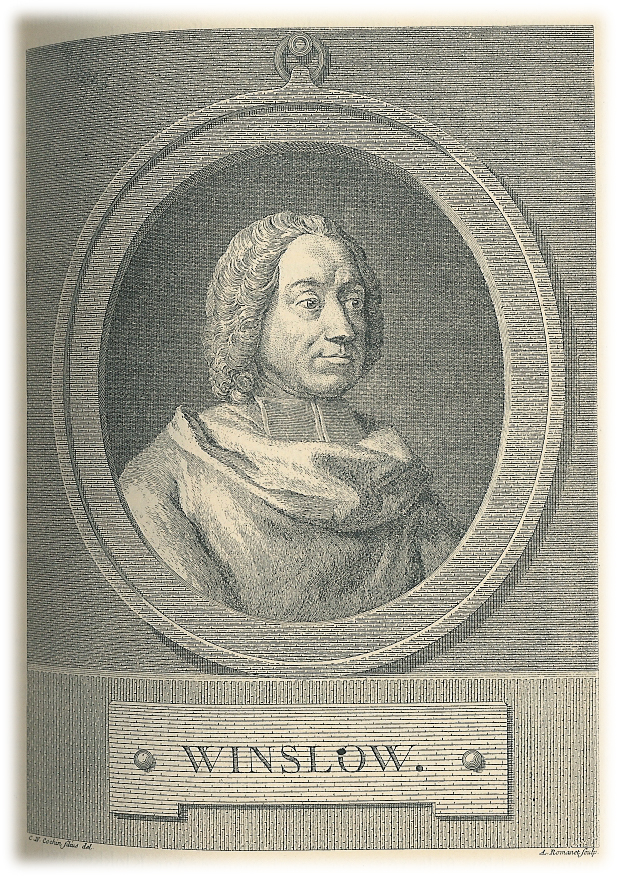
Jacques-Bénigne Winslow.

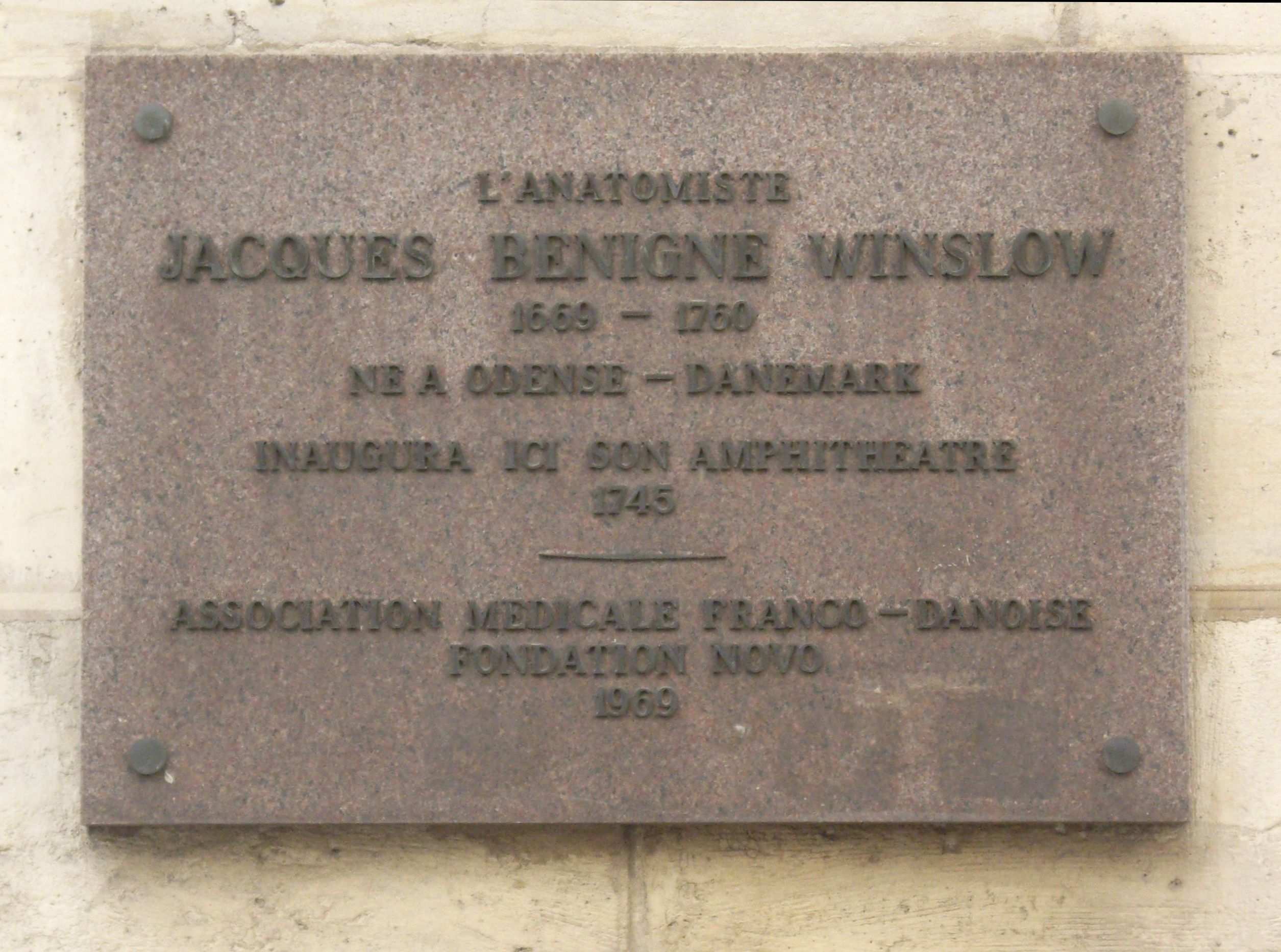
Plaque commémorative apposée au no 15 de la rue de la Bûcherie.

Jacob Benignus Winsløw, ou Jacques-Bénigne Winslow, né à Odense (Danemark) le 2 avril 1669 et mort à Paris le 3 avril 1760, est un médecin et anatomiste français d’origine danoise, professeur au Jardin du Roi (1743-1758).

## Biographie
Sa famille était d'origine suédoise et noble ; le nom originel de la famille était Mansen. Le nom de Winslow vient du village de Winslee, situé en Scanie, dont le grand-père de Jacob Benignus Winslow avait été pasteur. Jacob Benignus est le fils de Peter Winslow, pasteur luthérien, et de Marthe Brun. Il a commencé, par tradition familiale, des études de théologie et a écrit plusieurs sermons qui ont eu assez de succès pour qu'un pasteur lui offre de le rejoindre en lui assurant d'avoir son bénéfice après sa mort. Vers 1696, soutenu par Matthias Moth, conseiller privé du roi de Danemark, et l'astronome Ole Christensen Rømer, il abandonne ses études de théologie. Il suit alors les cours du collège de Borrichius et est le prosecteur de Caspar Bartholin le Jeune. Après un an d'études, il décide de voyager pour se former en anatomie. Son père essaye de le retenir au Danemark en lui offrant une cure en Fionie. Le roi de Danemark lui offre sa protection en lui demandant de visiter les différentes écoles de médecine d'Europe. Le 22 février 1697, à l'âge de 28 ans, il quitte le Danemark « malgré  la rigueur extraordinaire de  l'hiver » avec Johannes von Buchwald (de) (1658-1738) qui a été ensuite médecin du roi de Danemark et professeur à Copenhague. Il se rend aux Pays-Bas pour poursuivre ses études : il est immatriculé à l'université de Leyde le 15 mars 1697 et y suit les cours d'anatomie de Govard Bidloo ; il se brouille avec lui sur la circulation du sang dans le fœtus. Il se rend ensuite à Amsterdam, où il rencontre Frederik Ruysch et Johannes Jacobus Rau (1668-1719) au moment où Pierre le Grand visite le pays anonymement. Il reste dans les Provinces-Unies jusqu'en mai 1698, puis vient à Paris.
Arrivé à Paris, il se convertit au catholicisme sous l’influence de Bossuet, dont il adopte les prénoms. Il devient docteur régent de la faculté de médecine de Paris en 1705. Il est aussi démonstrateur d’anatomie et de chirurgie au Jardin du Roi.
Il entre à l'Académie royale des sciences où il est l'élève d'Alexis Littré en 1707, puis de Joseph-Guichard Du Verney en 1715, avant de devenir associé anatomiste en 1716, puis pensionnaire anatomiste en 1722.
Au début des années 1740, il dirige la construction d’une nouvelle salle consacrée à la dissection, dite amphithéâtre Winslow, encore visible rue de la Bûcherie à Paris. En 1743, il commence à enseigner à l'université de Paris.
Il a favorisé la formation de Jacques René Tenon et collaboré avec les anatomistes François-Joseph Hunauld et Joseph Guichard Duverney.
Une dalle verticale (funéraire ?) semble lui être consacrée, un peu cachée dans le « charnier » de l'Église Saint-Étienne-du-Mont à Paris, en vis-à-vis de vitraux restaurés (« pressoir mystique »…)

## Éponymie[1]
- Hiatus de Winslow
- antiprostate de Winslow : glande bulbo-uréthrale.
- artère gastrique droite de Winslow : artère gastro-duodénale.
- éminence triangulaire de Winslow : processus papillaire du lobe caudé du foie.
- muscle petit scalène d’Albinus et Winslow : muscle petit scalène.
- pancréas de Winslow : processus unciforme du pancréas.
- ligament (jugal) de Winslow[2] : ligament transverse du genou.

## Principales publications
- La disposition des fibres musculaires du cœur (1711)
- « Description d’une valvule singulière de la veine cave inférieure », dans Histoire de l'Académie royale des sciences, p. 211 (1719)
- Exposition anatomique de la structure du corps humain, 4 tomes en 5 volumes. Paris : G. Desprez. 1732. (Texte intégral.)
- Dissertation sur l'incertitude des signes de la mort et l'abus des enterremens et embaumemens précipités (1742). Paru également sous le titre : Terrible supplice et cruel désespoir des personnes enterrées vivantes et qui sont présumées mortes. À la fin, on trouvera les épreuves les plus assurées pour connoître si une personne malade est encore vivante ou morte (1752)
- L'autobiographie de J. B. Winslow, publiée par Vilhelm Maar d'après une copie du manuscrit original due à Nicolas Nommel (1912) (lire en ligne)